# Філонівщина
Філо́нівщина —  село в Україні, у Садівській сільській громаді Сумського району Сумської області. Населення становить 162 осіб. До 2020 орган місцевого самоврядування — Голубівська сільська рада.

## Населення

### Мова
Розподіл населення за рідною мовою за даними перепису 2001 року:
| Мова            | Кількість | Відсоток |
| --------------- | --------- | -------- |
| українська      | 155       | 95.68%   |
| російська       | 6         | 3.70%    |
| інші/не вказали | 1         | 0.62%    |
| Усього          | 162       | 100%     |

## Географія
Село Філонівщина знаходиться неподалік від витоків річки Сула, примикає до села Голубівка. Поруч проходить автомобільна дорога Н07.

## Історія
12 червня 2020 року, відповідно до Розпорядження Кабінету Міністрів України № 723-р «Про визначення адміністративних центрів та затвердження територій територіальних громад Сумської області» увійшло до складу Садівської сільської громади.
19 липня 2020 року, в результаті адміністративно-територіальної реформи та ліквідації Лебединського району, село увійшло до складу новоутвореного Сумського району.